# 谷川賢作
谷川 賢作（たにかわ けんさく、1960年1月29日 - ）は、東京都出身の日本の作曲家・ピアニストである。

## 人物
- 祖父は哲学者で元法政大学総長の谷川徹三、父は詩人の谷川俊太郎、母は元新劇女優の大久保知子。娘はスタイリストの谷川夢佳。
- 玉川学園高等部卒業後、作曲家佐藤允彦に師事し、1986年に映画『鹿鳴館』で作曲家デビューした。
- 1996年に父、谷川俊太郎の現代詩を歌うグループ「DiVa」を結成。父とともに全国各地で音楽と朗読のコンサートを行っている。
- ピアノソロの活動（ピアノソロシリーズ）。
- ジャズをベースにポップス、童謡・ラテンまでジャンルにとらわれず、古今東西の曲を演奏するバンドパリャーソ。パリャーソとはポルトガル語でピエロ、道化師の意味。2001年12月の結成以来、全国各地でのライブ、コンサートはすでに200本以上を数える。続木力（ハーモニカ）、谷川賢作（ピアノ）。
- 1986年の「鹿鳴館」以降、「かあちゃん」を除くすべての市川崑監督映画の音楽を手がけた。

## 作品

### 映画
- 「鹿鳴館」（山本直純と連名、1986年、市川崑監督）
- 「映画女優」（1987年、市川崑監督）
- 「竹取物語」（1987年、市川崑監督）
- 「つる -鶴-」（1988年、市川崑監督）
- 「天河伝説殺人事件」（宮下富実夫と連名、1991年、市川崑監督）
- 「帰って来た木枯らし紋次郎」（1993年、市川崑監督）
- 「四十七人の刺客」（1994年、市川崑監督）
- 「八つ墓村」（1996年、市川崑監督）
- 「シャ乱Qの演歌の花道」（シャ乱Qと連名、1997年、滝田洋二郎監督）
- 「どら平太」（2000年、市川崑監督）
- 「新選組」（2000年、市川崑監督）
- 「犬神家の一族」（2006年、市川崑監督）

### テレビドラマ
- 『命のビザ』（1992年12月18日、フジテレビ）
- 「その木戸を通って」（1993年、フジテレビ、市川崑監督）
- 「盤嶽の一生」（2002年、フジテレビ、役所広司主演、市川崑他監督）
- 「娘の結婚」（2003年、WOWOW、市川崑監督）

### ラジオドラマ
- 青春アドベンチャー（NHK-FM）
  - 『谷川俊太郎の詩と旅する　ことのはワンダーランド』（2021年3月1日 - 12日）[1]

### アニメシリーズ
- 「動物かんきょう会議」（2010年、NHK教育テレビ、西村純二監督）

### その他
- 「GO TO THE SPACE WORLD」（1990年、スペースワールドテーマソング）
- 「その時歴史が動いた」テーマ音楽（2000年3月29日 - 2009年3月18日、NHK大阪放送局）
- 「群馬県立桐生高等学校校歌」（2021年）

## 受賞
- 日本アカデミー賞優秀音楽賞（1988年、1995年、1997年）
- 第40回アジア太平洋映画祭最優秀音楽賞（1995年）
- おおさかシネマフェスティバル2013（2013年）